# 国際連合食糧農業機関
国際連合食糧農業機関（こくさいれんごうしょくりょうのうぎょうきかん、英語: Food and Agriculture Organization of the United Nations、FAO）は、飢餓の撲滅を世界の食糧生産と分配の改善と生活向上を通して達成するのを目的とする、国際連合の専門機関の一つである。国連食糧農業機関ともいう。
主にその活動は先進国と発展途上国の両方で行われ、国際的な農業水産林業に関する政策提言および協議をする際に各国が公平に話し合えるプラットホームとしての役割も果たしている。国際連合食糧農業機関（FAO）は、他にも知識と情報を蓄積する役割も担っており、発展途上国が農業水産林業分野で技術改善を進めて、その結果として発展途上国の一般市民がより栄養価の高い食物を入手できる手伝いをしている。近年は食糧安全保障を重要課題として掲げ、様々な国際的な調査に基づき、世界各国の農林水産業への勧告などを行ってもいる。
ロゴにも入っているfiat panisはこの機関のモットーで、ラテン語で「（人々に）食べ物あれ」という意味を持つ。

## 概要
第二次世界大戦中に設置された連合国食糧農業会議を基に、1905年以来の万国農業協会を引き継いで1945年10月16日に設置されている。設立目的は、「人々が健全で活発な生活をおくるために十分な量・質の食料への定期的アクセスを確保し、すべての人々の食料安全保障を達成する」ことである。最高機関は全加盟国で構成される総会で、理事会は総会で構成される。2014年2月現在、194ヶ国と欧州連合、及び2つの地域が参加（日本は1951年に加盟）。
FAOの予算は、一般予算と任意拠出金によって構成されており2018-2019年度の合計予算額は25.7億ドルである。その内訳は、加盟国からの分担金によって賄われる一般予算が10億564万ドル（2018-2019年度）であり、一方の任意拠出金は15億6437万ドル（2018-2019年度の見積額）となっている。日本はアメリカに次いで世界第2位の分担金拠出国である。

## 組織

### 総会
総会はFAOの最高意思決定機関であり、通常2年に1度開催される。政策決定や予算の承認を議決し、事務局長の選出も行われる。

### 理事会
総会で選出された49カ国の理事国（任期3年）によって構成され、FAOの実質的な運営機関として機能している。また理事会の下には、以下の8つの常設委員会が設けられている。
1. 計画委員会　Programme Committee
2. 財政委員会　Finance Committee
3. 憲章法務委員会　Committee on Constitutional and Legal Matters
4. 農業委員会　Committee on Agriculture
5. 商品問題委員会　Committee on Commodity Problems
6. 水産委員会　Committee on Fisheries
7. 林業委員会　Committee on Forestry
8. 世界食料安全保障委員会　Committee on World Food Security

### 事務局
本部をローマにおき、5つの本部組織（農業消費者保護局、水産養殖局、林業局、技術協力局、サービス・人事・財務局）が設置されている。本部以外には、5つの地域事務所、6つの連絡事務所、10の地域支所、85の国別事務所などが世界各地にある。

#### 歴代の事務局長
| 代 | 氏名                               | 任期                    | 出身国         |
| -- | ---------------------------------- | ----------------------- | -------------- |
| 1  | ジョン・ボイド・オア               | 1945年10月 - 1948年4月  | イギリス       |
| 2  | ノリス・E. ドッド                  | 1948年4月 - 1953年12月  | アメリカ合衆国 |
| 3  | フィリップ・ヴィンセント・カードン | 1954年1月 - 1956年4月   | アメリカ合衆国 |
| -  | Herbert Broadley（代理）           | 1956年4月 - 1956年11月  | イギリス       |
| 4  | ビナイ・ランジャン・セン           | 1956年11月 - 1967年12月 | インド         |
| 5  | アダケ・ヘンドリック・ベルマ       | 1968年1月 - 1975年12月  | オランダ       |
| 6  | エドアルド・サウマ                 | 1976年1月 - 1993年12月  | レバノン       |
| 7  | ジャック・ディウフ                 | 1994年1月 - 2011年12月  | セネガル       |
| 8  | ジョゼ・グラジアノ・ダ・シルバ     | 2012年1月 - 2019年7月   | ブラジル       |
| 9  | 屈冬玉                             | 2019年8月 -             | 中華人民共和国 |

## 事務所

### 本部

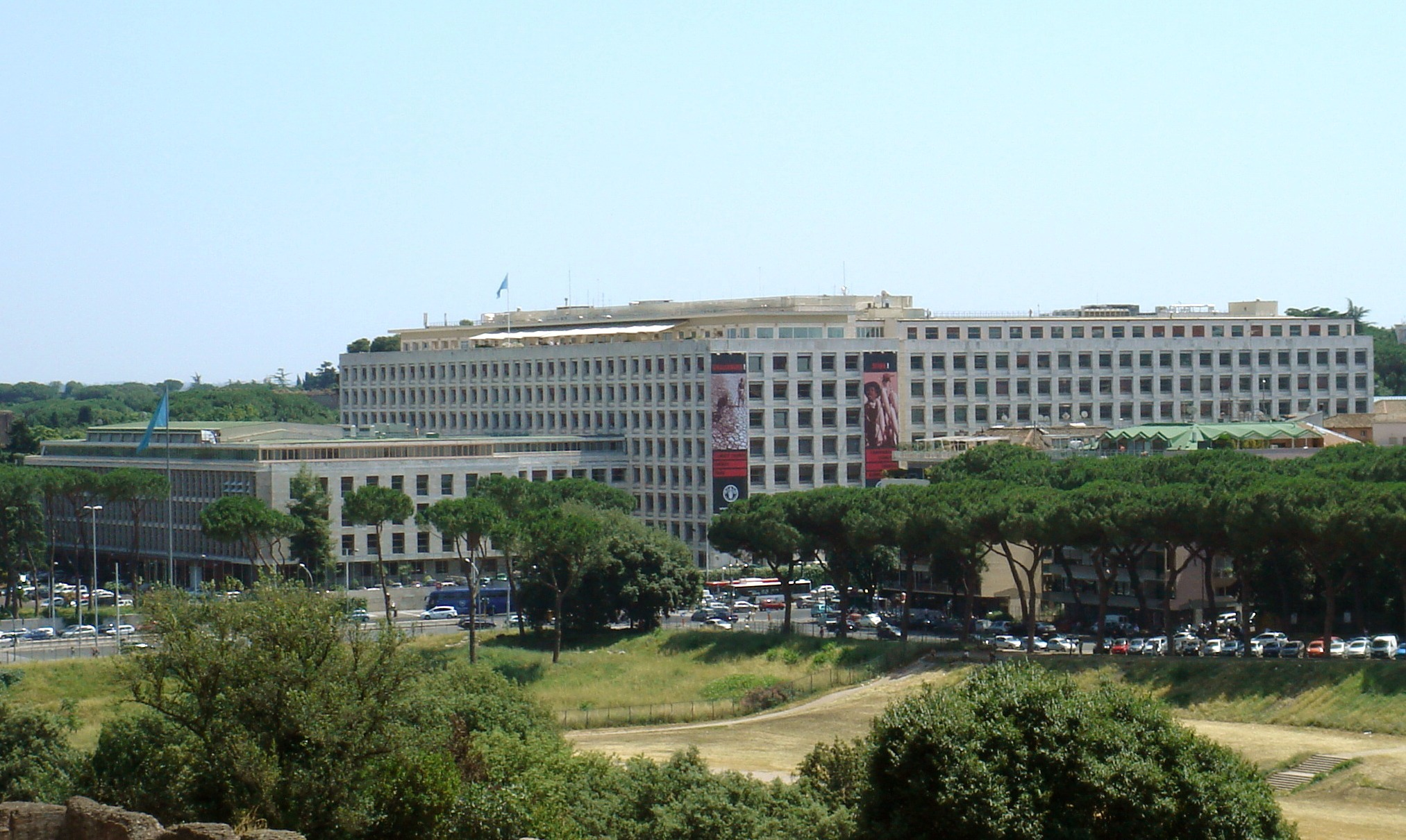
ローマのFAO本部

当初ワシントンD.C.に置かれていた本部は、1951年にローマへと移転された。ローマにあるFAO本部は8階建てで、以前は旧イタリア植民地省として利用されていた建物である。建築制限のあるローマでは数少ない高層建築でもある。

### 地域事務所
- アジア・太平洋地域事務所 - タイ（バンコク）
- 欧州・中央アジア地域事務所 - ハンガリー（ブダペスト）
- ラテンアメリカ・カリブ海地域事務所 - チリ（サンチアゴ）
- 近東地域事務所 - エジプト（カイロ）
- アフリカ地域事務所 - ガーナ（アクラ）

### 連絡事務所

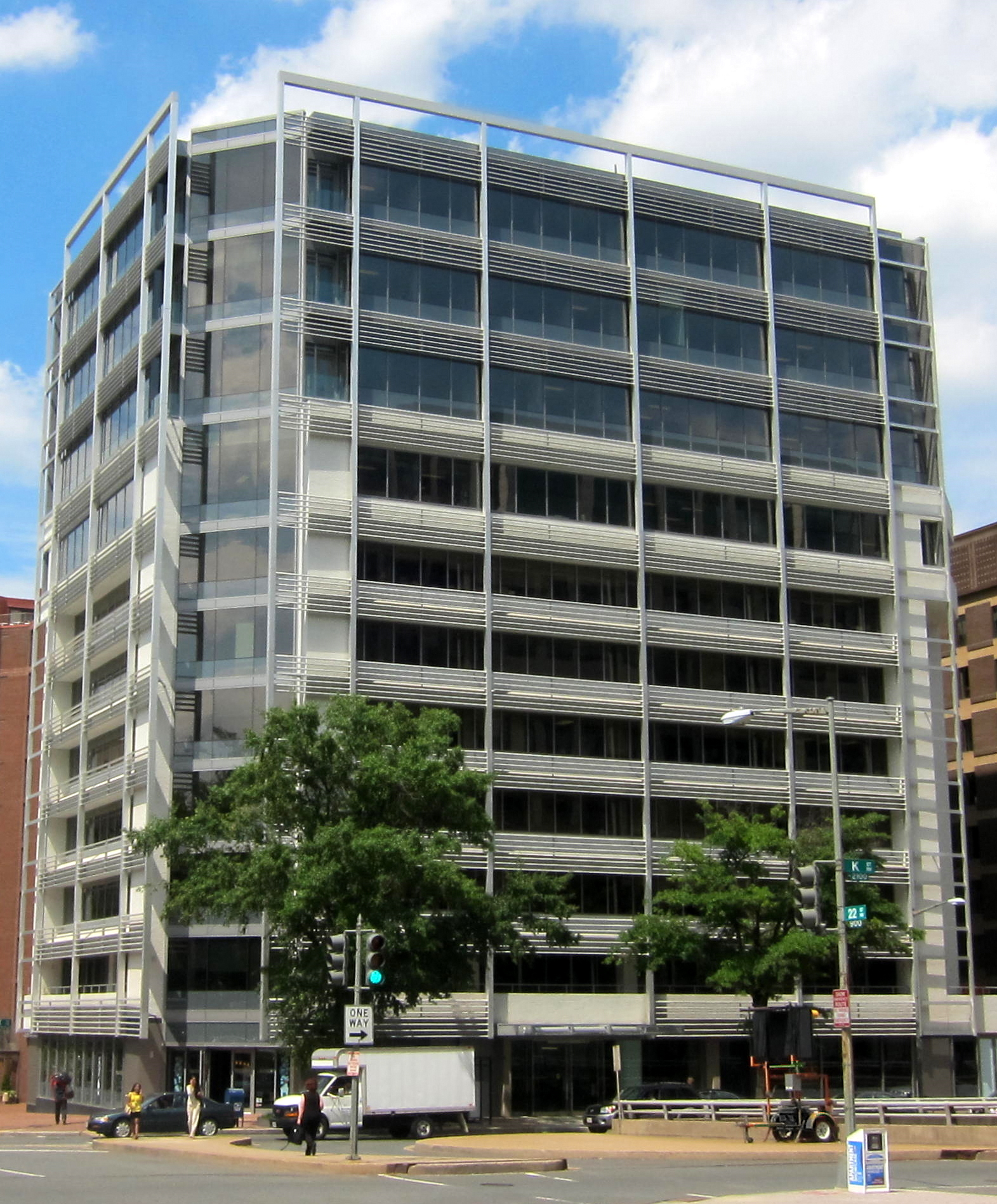
北米連絡事務所

- ＥＵおよびベルギー連絡事務所 - ベルギー（ブリュッセル）
- ジュネーブ連絡事務所 - スイス（ジュネーブ）
- ニューヨーク連絡事務所 - アメリカ（ニューヨーク）
- 北米連絡事務所 - アメリカ（ワシントンD.C.）
- 駐日連絡事務所 - 日本（横浜）
- ロシア連絡事務所 - ロシア（モスクワ）

### 地域支所
- カリブ海地域支所 - バルバドス（ブリッジタウン）
- 中央アメリカ地域支所 - パナマ（パナマシティ）
- 太平洋州地域支所 - サモア（アピア）
- 中央アジア地域支所 - トルコ（アンカラ）
- 北アフリカ地域支所 - チュニジア（チュニス）
- 中央アフリカ地域支所 - ガボン（リーブルビル）
- 東アフリカ地域支所 - エチオピア（アジスアベバ）
- 南アフリカ地域支所 - ジンバブエ（ハラレ）
- 湾岸諸国・イエメン地域支所 - アラブ首長国連邦（アブダビ）
- マシュリク地域支所 - レバノン（ベイルート）

## 世界食糧調査
FAOは、創設以来、不定期に世界食糧調査を実施してきた。

## 勧告及び提案の事例

### 鳥インフルエンザで警告
アジアで猛威を振るい世界的に蔓延している鳥インフルエンザ感染の対策・予防に関して、2005年11月29日に勧告を出した。鳥インフルエンザの予防措置として、ベトナムのホーチミン市など一部の感染国が行っている都市での野鳥の駆除は、家禽への感染防止活動への注意をそらすもので、都市の内外に生息している野鳥は鳥インフルエンザの媒介となっている湿地帯の水鳥とは異なった種類であり、鳥インフルエンザの人間への感染予防にはほとんど意味がないので中止し、家禽の間のウイルス感染を規制することが重要であると勧告した。

### 宮崎の口蹄疫被害に専門家チームの派遣を提案
2010年5月20日、宮崎の口蹄疫被害に専門家チームの派遣を日本政府に提案したが、受け入れられなかったことについての報道があった。